# Moose Krause
Edward W. „Moose“ Krause (* 2. Februar 1913 in Chicago, Illinois; † 11. Dezember 1992 in South Bend, Indiana, geboren als Edward Walter Kriaučiūnas) war ein US-amerikanischer College-Leichtathlet, Baseball-, Basketball- und Football-Spieler, sowie Trainer und Funktionär. Er spielte an der University of Notre Dame Basketball von 1931 bis 1934 und von 1931 bis 1933 Football. In diesen Jahren erwarb er Varsity Letters in insgesamt vier Sportarten.

## Sport
Der 1,90 m große Krause spielte auf der Position des Centers und gehörte zu den offensivstärksten Spielern seiner Zeit. In der Ära vor Einführung der Wurfuhr, als nur wenige Punkte pro Spiel erzielt wurden, war Krause einer der ersten Spieler, die zweistellige Punktewerte erzielten (1933). Seine Spielstärke löste schließlich die Einführung der Drei-Sekunden-Regel aus, die dem Angreifer verbietet, länger als drei Sekunden in einer markierten Zone unter dem Korb des Gegners zu stehen.
Krause wurde dreimal in die All-American-Auswahl der Helms Foundation gewählt, was vor ihm nur John Wooden gelungen war. 1943 ersetzte er seinen alten Trainer George Keogan nach dessen plötzlichem Tod als Basketballtrainer der Fighting Irish. Am 26. April 1976 wurde Krause in die Naismith Memorial Basketball Hall of Fame aufgenommen.
Neben Basketball war Krause von 1931 bis 1933 an seinem College auch als American-Football-Spieler aktiv. Er spielte auf der Position eines Tackles, in der Defensive Line und in der Offensive Line. Nach seinem Studienabschluss in Journalismus war er bis 1939 Trainer an der Saint Mary’s University of Minnesota. Danach war er zwei Jahre Assistenztrainer am College of the Holy Cross, bevor er nach South Bend zurückkehrte. Von 1942 bis 1943 und von 1946 bis 1947 war er Assistenztrainer der Notre Dame Fighting Irish, bevor er ab 1949 bis 1981 das Amt des Sportdirektors an der University of Notre Dame übernahm.